# Косов, Эндрю
Эндрю А. Косов (англ. Andrew A. Kosove) — американский кинопродюсер, семь раз номинированный на премию «Оскар». Наряду с Бродериком Джонсоном является сооснователем и соглавой компании Alcon Entertainment в Лос-Анджелесе, которая разрабатывает, финансирует, производит и продаёт фильмы исключительно для дистрибуции от Warner Bros.

## Ранняя жизнь
Косов заинтересовался кинопроизводством, когда студентом обучался двойной специальности в области экономики и политики в Принстоне. Хотя он и его друг по колледжу Бродерик Джонсон разделяли интерес в кино и индустрии развлечений, ни один из них не планировал начинать карьеру в этих областях. После окончания университета Джонсон переехал в Нью-Йорк, где он присоединился к брокерской фирме на Уолл-стрит. Косов окончил университет через пару лет и намеревался поступить в юридическую школу, когда он услышал о Ричарде Киркленде, баскетболисте и гангстере, и решил, что из его истории может сделать хорошее кино. Косов и Джонсон три года проработали вместе, разрабатывая вместе с продюсером этот проект. Однако замысел не был осуществлён, и они переехали в Лос-Анджелес, посвятив себя производству фильмов для Голливуда и открывая путь к их успешному сотрудничеству.

## Карьера
Сразу после переезда, оба познакомились с основателем компании FedEx Фредериком У. Смитом, который согласился вложиться в их проект — продюсерскую фирму Alcon Entertainment. Однако первый проект компании «Счастливая пропажа» оказался кассовым провалом и мгновенным ударом для молодых продюсеров. Второй же их продюсерский проект — «Мой пёс Скип» — имел определённый успех.
В 2009 году Косов и Джонсон спродюсировали фильм «Невидимая сторона», который был номинирован на премию «Оскар» за лучший фильм и который принёс премию Сандре Буллок за лучшую женскую роль. «Невидимая сторона» собрала более 309 миллионов долларов по всему миру.
Также Косов спродюсировал фильм «История дельфина», семейный 3D-фильм с Морганом Фрименом, Гарри Конником-мл., Эшли Джадд и Крисом Кристофферсоном в главных ролях. Среди других продюсерских работ с Джонсоном и продюсером Джоэлом Сильвером — фильм «Книга Илая». Фильм был снят братьями Хьюз, главные роли исполнили Дензел Вашингтон, Гэри Олдмен и Мила Кунис. Другие фильмы, спродюсированные компанией Alcon Entertainment, включают хиты «Мой пёс Скип», «Бессонница», «16 кварталов», «Бегущий по лезвию 2049».

## Личная жизнь
Косов — опытный марафонец. Он живёт в Лос-Анджелесе и женат на продюсере Кире Дэвис. У них двое детей. Его большая семья живёт во Флориде, включая Джейсона Косова (кузена) и Меган Косов (вторую кузину).